# Hanga
Le hanga est une langue oti-volta parlée au Ghana.